# Vizille
Vizille este o comună în departamentul Isère din sud-estul Franței. În 2009 avea o populație de 7.592 de locuitori.

## Evoluția populației
| An        | 1975  | 1982  | 1990  | 1999  | 2006  | 2009  |
| --------- | ----- | ----- | ----- | ----- | ----- | ----- |
| Populație | 6.986 | 7.162 | 7.094 | 7.465 | 7.781 | 7.592 |